# Limelight (1936)
Limelight é um filme britânico de 1936, do gênero drama romântico-musical, dirigido por Herbert Wilcox.